# Église Saint-Pierre (Saive)
Pour les articles homonymes, voir Église Saint-Pierre.
L'église Saint-Pierre est l'église paroissiale du village de Saive de la commune belge de Blegny, située rue Mosty.
Cette église est construite vers 1700 dans un style classique. L'église forme une unité architecturale.

## Bâtiment
Son plan à vaisseau unique se termine par un chœur à trois pans coupés, plus étroit et plus bas que le reste de l'édifice. Le vaisseau est construit en blocs de grès, tandis que les encadrements et les chaînages d'angle sont en calcaire.
Le clocher carré, construit en briques en 1741, s'élève majestueusement au-dessus de l'église. Ses encadrements et ses chaînages d'angle sont également en calcaire. Les trois étages du clocher sont surmontés d'un couronnement en calcaire et d'une flèche recouverte d'ardoises. Au-dessus de l'entrée principale, une niche abrite une statue sculptée de Saint-Pierre.

## Intérieur
Les autels datent de 1682, 1700 et 1719, tandis que le confessionnal, de style Louis XIV, remonte au début du XVIIIe siècle. Le jubé et le buffet d'orgue, de style Louis XVI, datent de la fin du XVIIIe siècle. Le fonts baptismaux, avec son pied en marbre, est également de style Louis XIV. L'église abrite également des statues en bois polychromes de Sainte Brigitte (vers 1700), de Sainte Barbe, de Sainte Catherine et de Saint-Hubert (début du XVIIIe siècle).
Quatre pierres tombales du XVIIe siècle sont également présentes à l'intérieur de l'église. À l'extérieur, quelques croix tombales des XVIe et XVIIe siècles complètent le patrimoine funéraire de l'église.